# Espècul

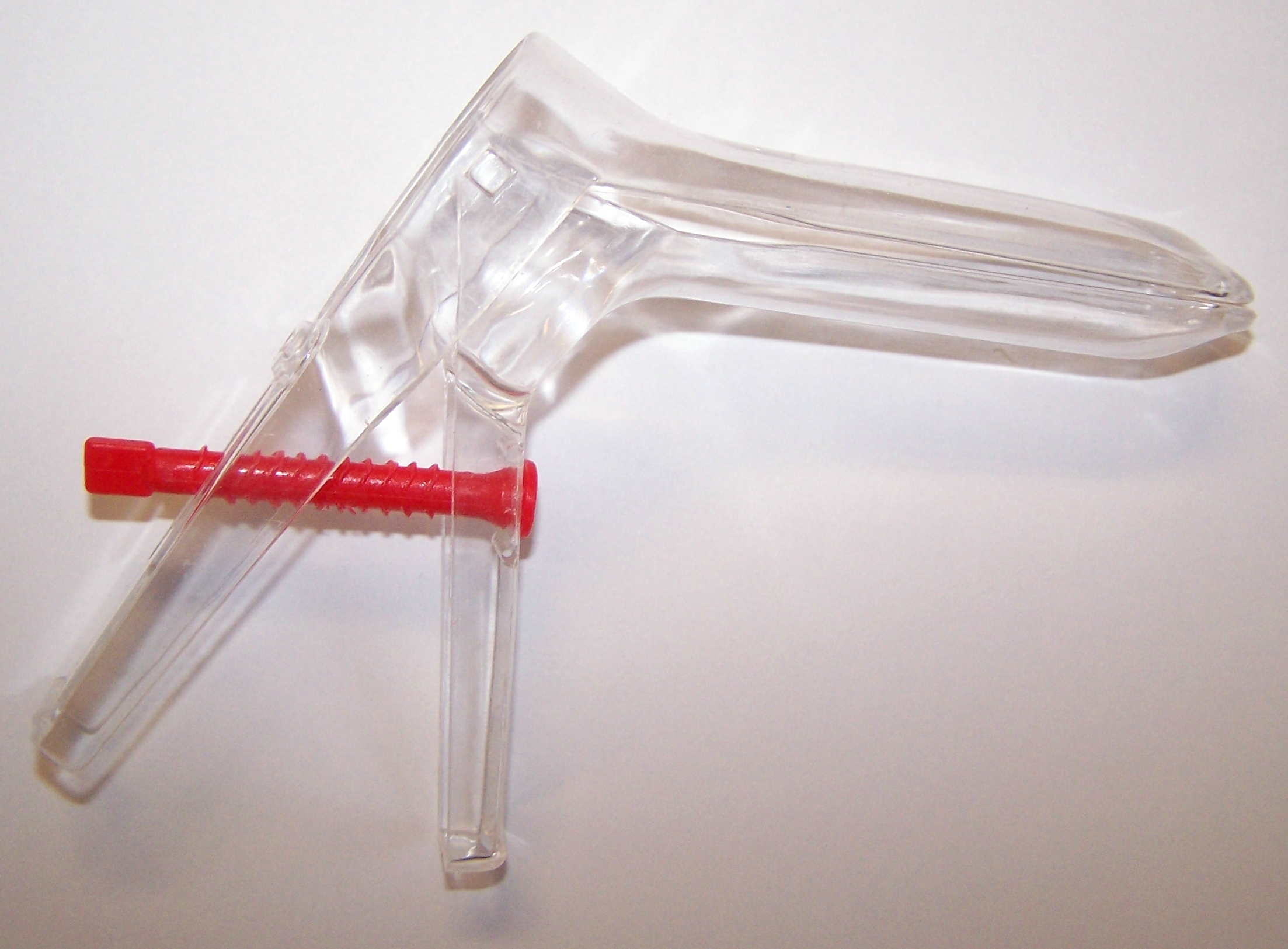
Espècul vaginal de plàstic.

S'anomena espècul o espèculum(del llatí speculum, mirall) en medicina a un instrument utilitzat per realitzar exàmens o procediments diagnòstics i terapèutics de cavitats corporals mantenint oberts els seus orificis d'entrada .
Generalment estan construïts amb dues valves amb un mecanisme per separar-les i eixamplar l'obertura o mantenir-la oberta, per tal de permetre l'observació directa per part del metge o facilitar el pas d'instruments a l'interior de la cavitat, que per il·luminar-se pot utilitzar el reflex de la llum en les seves superfícies polides o en un mirall, o bé una font de llum addicional.

## Història

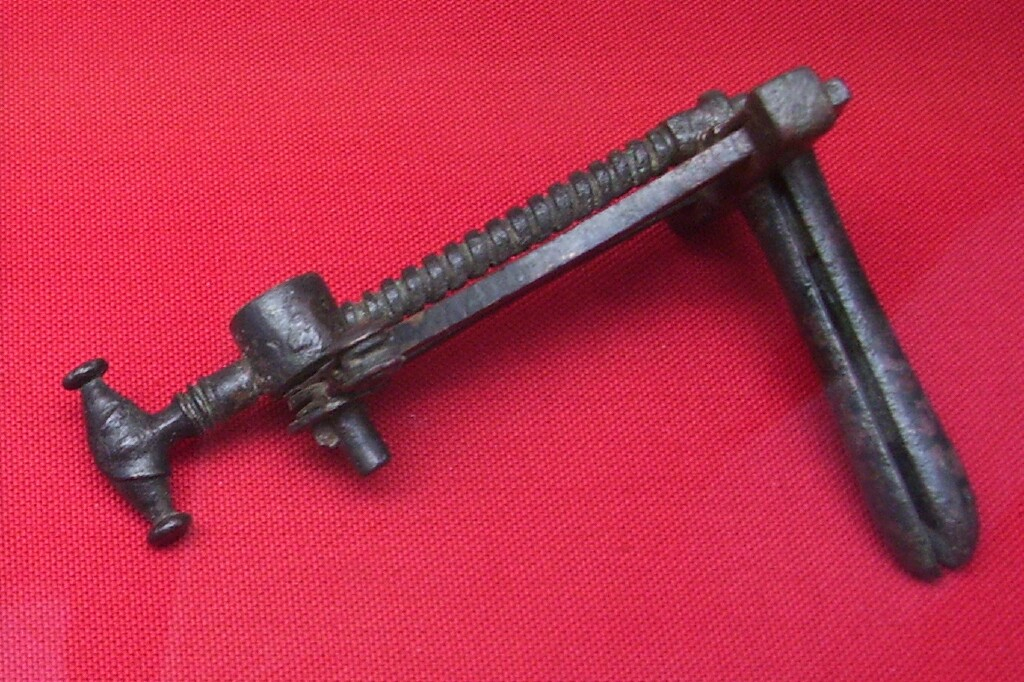
Espècul vaginal romà de bronze del segle I DC exhibit al museu de Mèrida (Espanya)

L'espècul és un dels instruments més antics en medicina, atès que ja era usat pels grecs, els romans i els àrabs i és el precedent de la instrumentació diagnostica endoscòpica. A l'escola hipocràtica de Kos es descrivia l'ús d'espèculs rectals. En les ruïnes de Pompeia es van descobrir espèculs de tota classe i Abulcasis de Còrdova (980- 1037) els descriu en la seva enciclopèdia Al-Tasrif.
Amb el temps, si bé l'espècul ha estat substituït pels endoscopis en molts casos, segueix sent un instrument bàsic que no pot faltar en un consultori o sala de procediments mèdics sobretot per a examen ginecològic.

## Tipus
Els més usats són:
- Al nas: espècul nasal

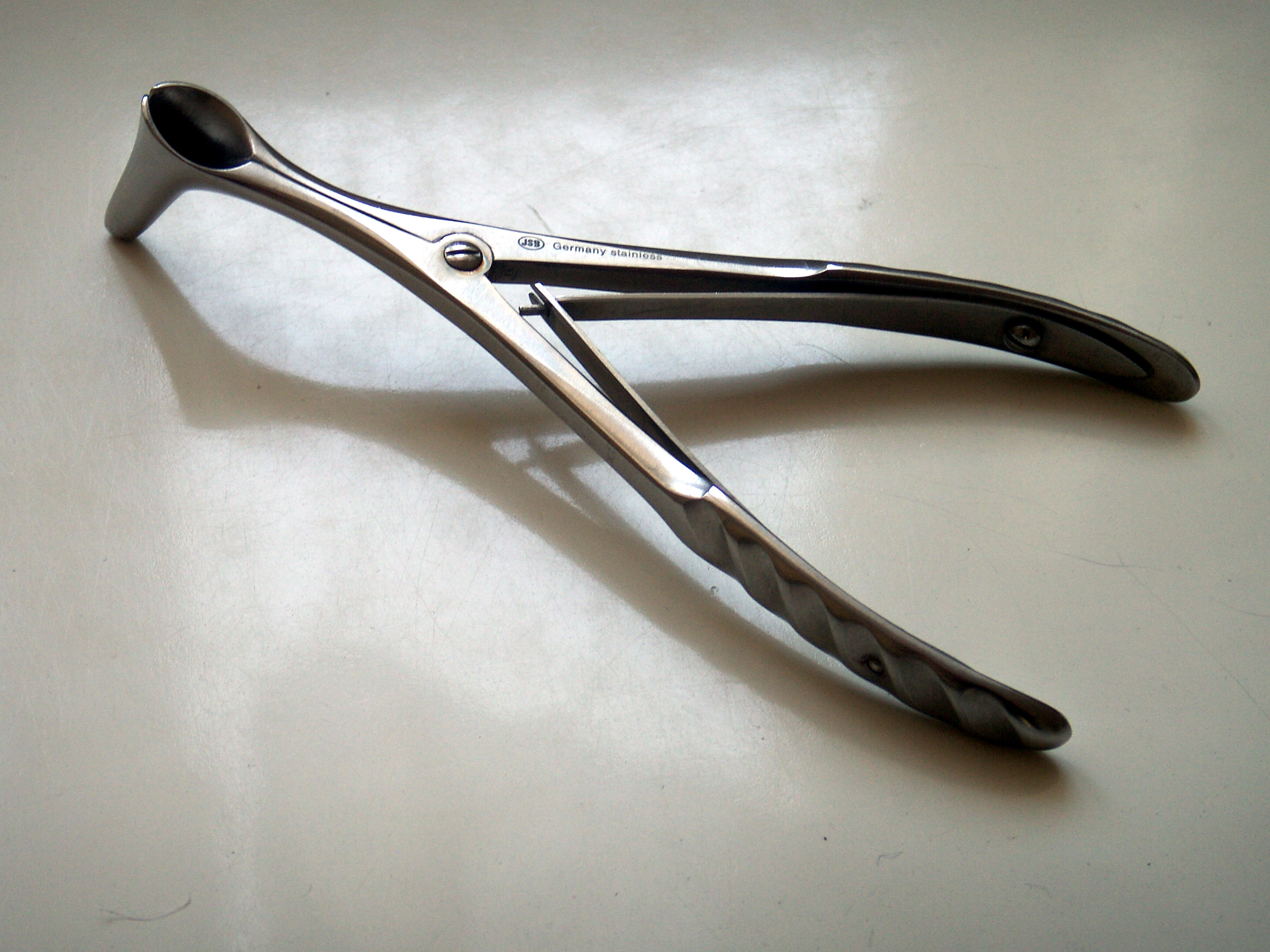
Espècul nasal

- A l'ull: espècul parpebral o blefarostat, per mantenir les parpelles obertes neutralitzant el parpelleig.
- Al conducte auditiu: espècul del sistema auditiu: mira de l'otoscopi en forma de con[3]
- A la vagina i per visualitzar el coll uterí: espècul vaginal
- Al recte: espècul rectal.